# Protestas antipakistaníes de 2021
Las protestas antipakistaníes de 2021 son manifestaciones populares que están en curso y que han tenido lugar en Irán, Afganistán, India, Estados Unidos y otros lugares en oposición a la supuesta participación, intervención y apoyo del gobierno de la República Islámica de Pakistán a favor de las fuerzas talibanas en la Guerra de Afganistán. Pakistán ha negado reiteradamente las acusaciones.

## Antecedentes
Pakistán ha negado repetidamente las acusaciones de que ayudó a darle forma y crearon  a los Talibanes pero es innegable de que muchos afganos talibanes que inicialmente se unieron al movimiento fueron educados en Madrasa (escuelas religiosas) en Pakistán. Pakistán también fue uno de los únicos tres países, junto a Arabia Saudita y Emiratos Árabes Unidos (EAU), que reconocieron a los talibanes cuando tomaron el poder la primera vez en la década de los años 1990. Igualmente, fue la última nación en romper relaciones diplomáticas con el grupo. Los talibanes amenazaron con desestabilizar a Pakistán desde las áreas que controlaban en el noroeste.
Uno de los ataques de los talibanes paquistaníes más notorios y condenados internacionalmente tuvo lugar en octubre de 2012, cuando la colegiala Malala Yousafzai (quien luego obtendría el Nobel de la Paz) recibió un disparo cuando se dirigía a su casa en la ciudad de Mingora. Sin embargo, una gran ofensiva militar que tuvo lugar dos años más tarde, tras la masacre de la escuela de Peshawar, redujo en gran medida la influencia del grupo en Pakistán.
Aunque muchos piensa que esta alianza todavía continua vigente, el Frente Nacional de Resistencia (NRF), que lidera los combates de la oposición en Panshir, ha afirmado en varias ocasiones que efectivos militares de Pakistán están ayudando a los talibanes, incluido el uso de drones para atacar a sus tropas. El Ministerio de Exteriores de Pakistán ya negó que Islamabad estuviese apoyando entonces a los talibanes para hacerse con el control de Afganistán, algo que lograron el 15 de agosto con la Caída de Kabul (2021).
El hashtag #SanctionPakistan "se convirtió en una tendencia en las redes sociales desde principios de agosto de 2021, cuando el presidente de Afganistán, Ashraf Ghani, acusó a Pakistán de apoyar activamente a los talibanes. El resultado de que los afganos usaran este hashtag se solicitara al Consejo de Seguridad de las Naciones Unidas sancionará al país por Pakistán y el terrorismo patrocinado por contra el  estado en Afganistán. A medida que crecía la insurgencia talibán en 2021, los líderes occidentales, incluido Chris Alexander, comenzaron a pedir sanciones contra Pakistán, que han estado acompañadas de protestas en el frente. de las embajadas y consulados de Pakistán en todo el mundo.
El activista de Pakhtun, Afrasiab Khattak, se hizo eco de estos sentimientos diciendo que “los talibanes son, en cierto modo, un instrumento de la 'profundidad estratégica' de Pakistán en Afganistán. Pakistán está muy contento con los avances de los talibanes; Los generales paquistaníes, quiero decir, el gobierno civil no tiene ningún papel en la configuración de la política”. Cuando los talibanes llegaron a ocupar la mayor parte de Afganistán, las protestas contra Pakistán se intensificaron cuando naciones como Irán afirmaron que Pakistán estaba apoyando a los talibanes en el conflicto de Panshir, el último reducto del Ejército Nacional Afgano y la Alianza del Norte.

## Cronología
En julio de 2021, los manifestantes protestaron frente a la embajada de Pakistán en Suecia y alegaron que Pakistán estaba involucrado en la guerra en Afganistán.
El 1 de agosto, los afganos protestaron contra Pakistán frente al consulado de Pakistán en la ciudad de Frankfurt, Alemania, por la política de Pakistán hacia Afganistán. Los manifestantes corearon consignas contra Pakistán.
El 2 de agosto, más de mil manifestantes protestaron en Toronto, Canadá, exigiendo "Alto a la guerra de poderes de Pakistán en Afganistán".
El 11 de agosto, la diáspora afgana en Viena protestó contra la "guerra de poder" de Pakistán en Afganistán e instó a la ONU a tomar medidas contra Pakistán. [8] También se vieron protestas similares frente a la embajada de Pakistán en Washington D. C.
El 20 de agosto, los afganos estadounidenses en Denver, Colorado, se manifestaron en apoyo de los afganos que estaban atrapados en Afganistán y protestaron para crear conciencia sobre la crisis humanitaria en Afganistán. Algunos manifestantes también pidieron sanciones contra Pakistán.
El 21 de agosto, se informó que 194 ciudadanos afganos fueron arrestados en Peshawar, Pakistán, acusados de disturbios y consignas contra Pakistán el 19 de agosto.
El 29 de agosto, casi 800 personas protestaron frente al Parlamento griego en Atenas, culpando a Pakistán del deterioro de la situación en Afganistán. Los manifestantes gritaron consignas como "¿Quién mató a Afganistán? Pakistán" y "Pakistán apoya a los terroristas". Este mitin luego marchó a la Embajada de los Estados Unidos.
El 30 de agosto, manifestantes en Houston, Texas, lanzaron consignas contra Pakistán para protestar contra su apoyo a los talibanes.
El 31 de agosto, los afganos que vivían en Bélgica protestaron y gritaron consignas contra Pakistán. Los manifestantes que componen la diáspora afgana también pidieron el apoyo de la comunidad mundial.
El 7 de septiembre, tuvo lugar una protesta contra Pakistán en la provincia de Parwan, Afganistán. Según los informes, los talibanes mataron a un joven que participó en la protesta.
Los días 7 y 8 de septiembre, cientos de personas corearon "Muerte a Pakistán" en la manifestación de Kabul. Los talibanes dispararon al aire para sofocar estas protestas. Los talibanes también arrestaron a los periodistas que cubrían las protestas contra Pakistán. La ONU condenó la represión de los talibanes contra estas protestas y señaló la muerte de cuatro manifestantes en estas protestas.
Dos personas murieron a tiros y ocho resultaron heridas por los talibanes en una protesta contra Pakistán en el Herat el 7 de septiembre.
También se observaron protestas contra la supuesta participación de Pakistán en el actual conflicto de Panshir en Irán y Washington.
Las protestas contra Pakistán descendieron sobre la Embajada de Pakistán en Teherán. Los manifestantes gritaron consignas contra los talibanes y Pakistán. Muchos de los manifestantes utilizaron fotografías de Ahmad Shah Masoud y su hijo Ahmad Masoud y corearon "Masoud será nuestro líder mientras vivamos". Los manifestantes portaban pancartas que decían "Pakistán, dejen de alimentar a los talibanes", "Muerte a Pakistán, muerte a los talibanes y muerte al enemigo".
El 8 de septiembre, estudiantes afganos en Bengalore, India, protestaron contra Pakistán. También se llevaron a cabo protestas similares el 10 de septiembre cerca del edificio de la Universidad Savitribai Phule Pune, en Pune, por estudiantes afganos.
El 8 de septiembre, más de 100 manifestantes, en su mayoría de la comunidad afgana, protestaron en Riverfront Park, Spokane, y expresaron su resistencia a Pakistán.
El 10 de septiembre, ciudadanos afganos en Nueva Delhi, India, protestaron contra Pakistán. Los manifestantes acusaron a Pakistán de enviar terroristas a Afganistán en apoyo de los talibanes. Los manifestantes también habían planeado protestar frente a la Alta Comisión de Pakistán, pero la policía de Delhi no les permitió.
El 11 de septiembre, más de 100 personas protestaron en Parliament Hill, Ottawa. Hamid Simab, un afgano-canadiense que fue prisionero político de Afganistán en la década de 1980, leyó la declaración que expresaba su solidaridad con la gente de Afganistán y denunciaba el apoyo de Pakistán a los talibanes.
El 11 de septiembre, la comunidad afgana protestó en Austin, Texas. Los manifestantes instaron al gobierno de Estados Unidos a imponer sanciones a Pakistán.
El 14 de septiembre, los afganos del sur de Delhi protestaron contra la injerencia de Pakistán en Afganistán.
El 14 de septiembre, las mujeres afganas de Dushanbe, Tayikistán, protestaron contra Pakistán y los talibanes. Coreaban consignas como "¡Pakistán, vete de Afganistán!", "Deja de matar afganos", entre otros. Mohammad Zahir Aghbar se reunió con los manifestantes y los apoyó.
El 16 de septiembre, refugiados afganos protestaron contra Pakistán en Jantar Mantar, Nueva Delhi.
El 22 de septiembre, la diáspora afgana se reunió en la silla Broken frente a la oficina de las Naciones Unidas en Ginebra y protestó contra los talibanes y Pakistán.
El 24 de septiembre, los ciudadanos de Baluchistán protestaron contra Pakistán en Washington. Los manifestantes sostenían pancartas "Talibán es Pakistán, Pakistán es talibán" e instaron a los líderes del QUAD a sancionar a Pakistán.
El 25 de septiembre, las protestas frente a la sede de la ONU en Nueva York fueron organizadas por Jeay Sindh Freedom Movement, PTM-USA, South Asia Liberty, afganos y activistas baluchis. Los manifestantes culparon a Pakistán por el gobierno de los talibanes en Afganistán y pidieron sanciones contra Pakistán.
El 27 de septiembre, los afganos estadounidenses en Houston protestaron contra el apoyo de Pakistán a los talibanes.